# Library of America
Library of America —LoA— es una editorial sin ánimo de lucro centrada en la literatura estadounidense clásica. Library of America ha publicado más de 200 volúmenes de un amplio abanico de autores, desde Mark Twain a Philip Roth, de Nathaniel Hawthorne a Saul Bellow, incluyendo una selección de escritos seleccionados de varios Presidentes de Estados Unidos. 

## Historia
Fundada en 1979 con fondos provenientes de la National Endowment for the Humanities y la Fundación Ford, impulsada por el crítico Edmund Wilson. a imagen de la Bibliothèque de la Pléiade creada en Francia.
Entre los editores originales se incluían los académicos norteamericanos Daniel Aaron,
Lawrence Hughes, Helen Meyer, y Roger W. Straus, Jr.. La nómina inicial de asesores incluyó a Robert Penn Warren, C. Vann Woodward, R.W.B. Lewis, Robert Coles, Irving Howe, y Eudora Welty.
Entre los oficiales estaban Richard Poirier, Jason Epstein, y Cheryl Hurley.
En el año 2013, Hurley permanece como presidente de Library of America. El editor de las series es Max Rudin, y Geoffrey O'Brien es redactor jefe.
Los primeros volúmenes fueron publicados en 1982, diez años después de la muerte de Wilson. Al margen de trabajos de varios autores individuales, el catálogo incluye antologías como  Reporting World War II y Writing Los Angeles. La editora pretende mantener los clásicos estadounidenses en imprenta permanentemente para preservar la herencia literaria. A pesar de que vende alrededor de 250.000 volúmenes anualmente, la empresa depende de contribuciones para ayudar a costear la preparación, manufactura y publicidad de los libros.
Los textos de Library of America son preparados por estudiosos reconocidos, y se realizan esfuerzos para corregir errores u omisiones en ediciones previas, que normalmente son mencionadas y la fuente de los textos es debidamente identificada. Por ejemplo, el texto de Richard Wright Native Son incluyó cierta cantidad de pasajes previamente eliminados. Cada volumen incluye una cronología del autor, o de hechos significativos en el caso de antologías.

## Colecciones de Library of America

### Colección principal
| #   | Autor                      | Título | Editor(es)                                                                      | Año       | ISBN              |
| --- | -------------------------- | --- | ------------------------------------------------------------------------------- | --------- | ----------------- |
| 1   | Herman Melville            | Typee, Omoo, Mardi | G. Thomas Tanselle                                                              | 1982      | 978-0-940450-00-4 |
| 2   | Nathaniel Hawthorne        | Tales and Sketches | Roy Harvey Pearce                                                               | 1982      | 978-0-940450-03-5 |
| 3   | Walt Whitman               | Poetry and Prose | Justin Kaplan                                                                   | 1982      | 978-0-940450-02-8 |
| 4   | Harriet Beecher Stowe      | Three Novels | Kathryn Kish Sklar                                                              | 1982      | 978-0-940450-01-1 |
| 5   | Mark Twain                 | Mississippi Writings | Guy Cardwell                                                                    | 1982      | 978-0-940450-07-3 |
| 6   | Jack London                | Novels and Stories | Donald Pizer                                                                    | 1982      | 978-0-940450-05-9 |
| 7   | Jack London                | Novels and Social Writings | Donald Pizer                                                                    | 1982      | 978-0-940450-06-6 |
| 8   | William Dean Howells       | Novels 1875–1886 | Edwin M. Cady                                                                   | 1982      | 978-0-940450-04-2 |
| 9   | Herman Melville            | Redburn, White Jacket, Moby-Dick | G. Thomas Tanselle                                                              | 1983      | 978-0-940450-09-7 |
| 10  | Nathaniel Hawthorne        | Collected Novels | Millicent Bell                                                                  | 1983      | 978-0-940450-08-0 |
| 11  | Francis Parkman            | France and England in North America, vol. 1 | David Levin                                                                     | 1983      | 978-0-940450-10-3 |
| 12  | Francis Parkman            | France and England in North America, vol. 2 | David Levin                                                                     | 1983      | 978-0-940450-11-0 |
| 13  | Henry James                | Novels 1871–1880 | William T. Stafford                                                             | 1983      | 978-0-940450-13-4 |
| 14  | Henry Adams                | Novels, Mont Saint Michel, The Education | Ernest & Jayne N. Samuels                                                       | 1983      | 978-0-940450-12-7 |
| 15  | Ralph Waldo Emerson        | Essays and Lectures | Joel Porte                                                                      | 1983      | 978-0-940450-15-8 |
| 16  | Washington Irving          | History, Tales, and Sketches | James W. Tuttleton                                                              | 1983      | 978-0-940450-14-1 |
| 17  | Thomas Jefferson           | Writings | Merrill D. Peterson                                                             | 1984      | 978-0-940450-16-5 |
| 18  | Stephen Crane              | Prose and Poetry | J.C. Levenson                                                                   | 1984      | 978-0-940450-17-2 |
| 19  | Edgar Allan Poe            | Poetry and Tales | Patrick F. Quinn                                                                | 1984      | 978-0-940450-18-9 |
| 20  | Edgar Allan Poe            | Essays and Reviews | G.R. Thompson                                                                   | 1984      | 978-0-940450-19-6 |
| 21  | Mark Twain                 | The Innocents Abroad & Roughing It | Guy Cardwell                                                                    | 1984      | 978-0-940450-25-7 |
| 22  | Henry James                | Literary Criticism: Essays, American & English Writers                                                                                               | Leon Edel & Mark Wilson                                                         | 1984      | 978-0-940450-22-6 |
| 23  | Henry James                | Literary Criticism: European Writers & The Prefaces                                                                                                  | Leon Edel & Mark Wilson                                                         | 1984      | 978-0-940450-23-3 |
| 24  | Herman Melville            | Pierre, Israel Potter, The Confidence-Man, Tales & Billy Budd                                                                                        | Harrison Hayford                                                                | 1985      | 978-0-940450-24-0 |
| 25  | William Faulkner           | Novels 1930–1935 | Joseph Blotner & Noel Polk                                                      | 1985      | 978-0-940450-26-4 |
| 26  | James Fenimore Cooper      | The Leatherstocking Tales, vol. 1 | Blake Nevius                                                                    | 1985      | 978-0-940450-20-2 |
| 27  | James Fenimore Cooper      | The Leatherstocking Tales, vol. 2 | Blake Nevius                                                                    | 1985      | 978-0-940450-21-9 |
| 28  | Henry David Thoreau        | A Week, Walden, The Maine Woods, Cape Cod | Robert F. Sayre                                                                 | 1985      | 978-0-940450-27-1 |
| 29  | Henry James                | Novels 1881–1886 | William T. Stafford                                                             | 1985      | 978-0-940450-30-1 |
| 30  | Edith Wharton              | Novels | R.W.B. Lewis                                                                    | 1986      | 978-0-940450-31-8 |
| 31  | Henry Adams                | History of the United States during the Administrations of Jefferson                                                                                 | Earl N. Harbert                                                                 | 1986      | 978-0-940450-34-9 |
| 32  | Henry Adams                | History of the United States during the Administrations of Madison                                                                                   | Earl N. Harbert                                                                 | 1986      | 978-0-940450-35-6 |
| 33  | Frank Norris               | Novels and Essays | Donald Pizer                                                                    | 1986      | 978-0-940450-40-0 |
| 34  | W. E. B. Du Bois           | Writings | Nathan I. Huggins                                                               | 1986      | 978-0-940450-33-2 |
| 35  | Willa Cather               | Early Novels and Stories | Sharon O'Brien                                                                  | 1987      | 978-0-940450-39-4 |
| 36  | Theodore Dreiser           | Sister Carrie, Jennie Gerhardt, Twelve Men | Richard Lehan                                                                   | 1987      | 978-0-940450-41-7 |
| 37A | Benjamin Franklin          | Silence Dogood, The Busy-Body, & Early Writings | J.A. Leo Lemay                                                                  | 1987 2005 | 978-1-931082-22-8 |
| 37B | Benjamin Franklin          | Autobiography, Poor Richard, & Later Writings | J.A. Leo Lemay                                                                  | 1987 2005 | 978-1-883011-53-6 |
| 38  | William James              | Writings 1902–1910 | Bruce Kuklick                                                                   | 1987      | 978-0-940450-38-7 |
| 39  | Flannery O'Connor          | Collected Works | Sally Fitzgerald                                                                | 1988      | 978-0-940450-37-0 |
| 40  | Eugene O'Neill             | Complete Plays 1913–1920 | Travis Bogard                                                                   | 1988      | 978-0-940450-48-6 |
| 41  | Eugene O'Neill             | Complete Plays 1920–1931 | Travis Bogard                                                                   | 1988      | 978-0-940450-49-3 |
| 42  | Eugene O'Neill             | Complete Plays 1932–1943 | Travis Bogard                                                                   | 1988      | 978-0-940450-50-9 |
| 43  | Henry James                | Novels 1886–1890 | Daniel Mark Fogel                                                               | 1989      | 978-0-940450-56-1 |
| 44  | William Dean Howells       | Novels 1886–1888 | Don L. Cook                                                                     | 1989      | 978-0-940450-51-6 |
| 45  | Abraham Lincoln            | Speeches and Writings 1832–1858 | Don E. Fehrenbacher                                                             | 1989      | 978-0-940450-43-1 |
| 46  | Abraham Lincoln            | Speeches and Writings 1859–1865 | Don E. Fehrenbacher                                                             | 1989      | 978-0-940450-63-9 |
| 47  | Edith Wharton              | Novellas and Other Writings | Cynthia Griffin Wolff                                                           | 1990      | 978-0-940450-53-0 |
| 48  | William Faulkner           | Novels 1936–1940 | Joseph Blotner & Noel Polk                                                      | 1990      | 978-0-940450-55-4 |
| 49  | Willa Cather               | Later Novels | Sharon O'Brien                                                                  | 1990      | 978-0-940450-52-3 |
| 50  | Ulysses S. Grant           | Personal Memoirs and Selected Letters | Mary Drake McFeeley & William S. McFeeley                                       | 1990      | 978-0-940450-58-5 |
| 51  | William Tecumseh Sherman   | Memoirs | Charles Royster                                                                 | 1990      | 978-0-940450-65-3 |
| 52  | Washington Irving          | Bracebridge Hall, Tales of a Traveller, The Alhambra                                                                                                 | Andrew Myers                                                                    | 1991      | 978-0-940450-59-2 |
| 53  | Francis Parkman            | The Oregon Trail, The Conspiracy of Pontiac | William R. Taylor                                                               | 1991      | 978-0-940450-54-7 |
| 54  | James Fenimore Cooper      | Sea Tales, The Pilot, The Red Rover | Kay Seymour House & Thomas Philbrick                                            | 1991      | 978-0-940450-70-7 |
| 55  | Richard Wright             | Early Works | Arnold Rampersad                                                                | 1991      | 978-0-94045066-6  |
| 56  | Richard Wright             | Later Works | Arnold Rampersad                                                                | 1991      | 978-0-940450-67-7 |
| 57  | Willa Cather               | Stories, Poems, and Other Writings | Sharon O'Brien                                                                  | 1991      | 978-0-940450-71-4 |
| 58  | William James              | Writings 1878–1899 | Gerald Myers                                                                    | 1992      | 978-0-940450-72-1 |
| 59  | Sinclair Lewis             | Main Street & Babbitt | John Hersey                                                                     | 1992      | 978-0-940450-61-5 |
| 60  | Mark Twain                 | Collected Tales, Sketches, Speeches & Essays 1852–1890                                                                                               | Louis J. Budd                                                                   | 1992      | 978-0-940450-36-3 |
| 61  | Mark Twain                 | Collected Tales, Sketches, Speeches & Essays 1891–1910                                                                                               | Louis J. Budd                                                                   | 1992      | 978-0-940450-73-8 |
| 62  | various                    | The Debate on the Constitution: Part One | Bernard Bailyn                                                                  | 1993      | 978-0-940450-42-4 |
| 63  | various                    | The Debate on the Constitution: Part Two | Bernard Bailyn                                                                  | 1993      | 978-0-940450-64-6 |
| 64  | Henry James                | Collected Travel Writings: Great Britain & America                                                                                                   | Richard Howard                                                                  | 1993      | 978-0-940450-76-9 |
| 65  | Henry James                | Collected Travel Writings: The Continent | Richard Howard                                                                  | 1993      | 978-0-940450-77-6 |
| 66  | various                    | American Poetry: The Nineteenth Century, Vol. 1 | John Hollander                                                                  | 1993      | 978-0-940450-60-8 |
| 67  | various                    | American Poetry: The Nineteenth Century, Vol. 2 | John Hollander                                                                  | 1993      | 978-0-940450-78-3 |
| 68  | Frederick Douglass         | Autobiography | Henry Louis Gates, Jr.                                                          | 1994      | 978-0-940450-79-0 |
| 69  | Sarah Orne Jewett          | Novels and Stories | Michael Davitt Bell                                                             | 1994      | 978-0-940450-74-5 |
| 70  | Ralph Waldo Emerson        | Collected Poems and Translations | Harold Bloom & Paul Kane                                                        | 1994      | 978-0-940450-28-8 |
| 71  | Mark Twain                 | Historical Romances | Susan K. Harris                                                                 | 1994      | 978-0-940450-82-0 |
| 72  | John Steinbeck             | Novels and Stories 1932–1937 | Robert DeMott & Elaine A. Steinbeck                                             | 1994      | 978-1-883011-01-7 |
| 73  | William Faulkner           | Novels 1942–1954 | Joseph Blotner & Noel Polk                                                      | 1994      | 978-0-940450-85-1 |
| 74  | Zora Neale Hurston         | Novels and Stories | Cheryl A. Wall                                                                  | 1995      | 978-0-940450-83-7 |
| 75  | Zora Neale Hurston         | Folklore, Memoirs, and Other Writings | Cheryl A. Wall                                                                  | 1995      | 978-0-940450-84-4 |
| 76  | Thomas Paine               | Collected Writings | Eric Foner                                                                      | 1995      | 978-1-883011-03-1 |
| 77  | various                    | Reporting World War II: American Journalism 1938–1944                                                                                                | Advisory Board: Samuel Hynes, Anne Matthews, et al.                             | 1995      | 978-1-883011-04-8 |
| 78  | various                    | Reporting World War II: American Journalism 1944–1946                                                                                                | Advisory Board: Samuel Hynes, Anne Matthews, et al.                             | 1995      | 978-1-883011-05-5 |
| 79  | Raymond Chandler           | Stories and Early Novels | Frank MacShane                                                                  | 1995      | 978-1-883011-07-9 |
| 80  | Raymond Chandler           | Later Novels and Other Writings | Frank MacShane                                                                  | 1995      | 978-1-883011-08-6 |
| 81  | Robert Frost               | Collected Poems, Prose & Plays | Richard Poirier & Mark Richardson                                               | 1995      | 978-1-883011-06-2 |
| 82  | Henry James                | Complete Stories 1892–1898 | John Hollander, David Bromwich, Denis Donoghue                                  | 1996      | 978-1-883011-09-3 |
| 83  | Henry James                | Complete Stories 1898–1910 | John Hollander, David Bromwich, Denis Donoghue                                  | 1996      | 978-1-883011-10-9 |
| 84  | William Bartram            | Travels and Other Writings | Thomas Slaughter                                                                | 1996      | 978-1-883011-11-6 |
| 85  | John Dos Passos            | U.S.A. | Townsend Ludington & Daniel Aaron                                               | 1996      | 978-1-883011-14-7 |
| 86  | John Steinbeck             | The Grapes of Wrath and Other Writings 1936–1941 | Robert DeMott & Elaine A. Steinbeck                                             | 1996      | 978-1-883011-15-4 |
| 87  | Vladimir Nabokov           | Novels and Memoirs 1943–1951 | Brian Boyd                                                                      | 1996      | 978-1-883011-18-5 |
| 88  | Vladimir Nabokov           | Novels 1955–1962 | Brian Boyd                                                                      | 1996      | 978-1-883011-19-2 |
| 89  | Vladimir Nabokov           | Novels 1969–1974 | Brian Boyd                                                                      | 1996      | 978-1-883011-20-8 |
| 90  | James Thurber              | Writings and Drawings | Garrison Keillor                                                                | 1996      | 978-1-883011-22-2 |
| 91  | George Washington          | Writings | John Rhodehamel                                                                 | 1997      | 978-1-883011-23-9 |
| 92  | John Muir                  | Nature Writings | William Cronon                                                                  | 1997      | 978-1-883011-24-6 |
| 93  | Nathanael West             | Novels and Other Writings | Sacvan Bercovitch                                                               | 1997      | 978-1-883011-28-4 |
| 94  | various                    | Crime Novels: American Noir of the 1930s and 40s | Robert Polito                                                                   | 1997      | 978-1-883011-46-8 |
| 95  | various                    | Crime Novels: American Noir of the 1950s | Robert Polito                                                                   | 1997      | 978-1-883011-49-9 |
| 96  | Wallace Stevens            | Collected Poetry and Prose | Frank Kermode & Joan Richardson                                                 | 1997      | 978-1-883011-45-1 |
| 97  | James Baldwin              | Early Novels and Stories | Toni Morrison                                                                   | 1998      | 978-1-883011-51-2 |
| 98  | James Baldwin              | Collected Essays | Toni Morrison                                                                   | 1998      | 978-1-883011-52-9 |
| 99  | Gertrude Stein             | Writings 1903–1932 | Harriet Chessman & Catharine R. Stimpson                                        | 1998      | 978-1-883011-40-6 |
| 100 | Gertrude Stein             | Writings 1932–1946 | Harriet Chessman & Catharine R. Stimpson                                        | 1998      | 978-1-883011-41-3 |
| 101 | Eudora Welty               | Complete Novels | Richard Ford & Michael Kreyling                                                 | 1998      | 978-1-883011-54-3 |
| 102 | Eudora Welty               | Stories, Essays, & Memoirs | Richard Ford & Michael Kreyling                                                 | 1998      | 978-1-883011-55-0 |
| 103 | Charles Brockden Brown     | Three Gothic Novels | Sydney J. Krause                                                                | 1998      | 978-1-883011-57-4 |
| 104 | various                    | Reporting Vietnam: American Journalism 1959–1969 | Advisory board: Milton J. Bates, Lawrence Lichty, et al.                        | 1998      | 978-1-883011-58-1 |
| 105 | various                    | Reporting Vietnam: American Journalism 1969–1975 | Advisory board: Milton J. Bates, Lawrence Lichty, et al.                        | 1998      | 978-1-883011-59-8 |
| 106 | Henry James                | Complete Stories 1874–1884 | William Vance                                                                   | 1999      | 978-1-883011-63-5 |
| 107 | Henry James                | Complete Stories 1884–1891 | Edward Said                                                                     | 1999      | 978-1-883011-64-2 |
| 108 | various                    | American Sermons: The Pilgrims to Martin Luther King Jr.                                                                                             | Michael Warner                                                                  | 1999      | 978-1-883011-65-9 |
| 109 | James Madison              | Writings | Jack N. Rakove                                                                  | 1999      | 978-1-883011-66-6 |
| 110 | Dashiell Hammett           | Complete Novels | Steven Marcus                                                                   | 1999      | 978-1-883011-67-3 |
| 111 | Henry James                | Complete Stories 1864–1874 | Jean Strouse                                                                    | 1999      | 978-1-883011-70-3 |
| 112 | William Faulkner           | Novels 1957–1962 | Noel Polk (notes by Joseph Blotner)                                             | 1999      | 978-1-883011-69-7 |
| 113 | John James Audubon         | Writings & Drawings | Christoph Irmscher                                                              | 1999      | 978-1-883011-68-0 |
| 114 | various                    | Slave Narratives | William L. Andrews & Henry Louis Gates, Jr.                                     | 2000      | 978-1-883011-76-5 |
| 115 | various                    | American Poetry: The Twentieth Century, Vol. 1 | Advisory board: Robert Hass, John Hollander, et al.                             | 2000      | 978-1-883011-77-2 |
| 116 | various                    | American Poetry: The Twentieth Century, Vol. 2 | Advisory board: Robert Hass, John Hollander, et al.                             | 2000      | 978-1-883011-78-9 |
| 117 | F. Scott Fitzgerald        | Novels and Stories 1920–1922 | Jackson R. Bryer                                                                | 2000      | 978-1-883011-84-0 |
| 118 | Henry Wadsworth Longfellow | Poems and Other Writings | J.D. McClatchy                                                                  | 2000      | 978-1-883011-85-7 |
| 119 | Tennessee Williams         | Plays 1937–1955 | Mel Gussow & Kenneth Holditch                                                   | 2000      | 978-1-883011-86-4 |
| 120 | Tennessee Williams         | Plays 1957–1980 | Mel Gussow & Kenneth Holditch                                                   | 2000      | 978-1-883011-87-1 |
| 121 | Edith Wharton              | Collected Stories 1891–1910 | Maureen Howard                                                                  | 2001      | 978-1-883011-93-2 |
| 122 | Edith Wharton              | Collected Stories 1911–1937 | Maureen Howard                                                                  | 2001      | 978-1-883011-94-9 |
| 123 | various                    | The American Revolution: Writings from the War of Independence                                                                                       | John Rhodehamel                                                                 | 2001      | 978-1-883011-91-8 |
| 124 | Henry David Thoreau        | Collected Essays and Poems | Elizabeth Hall Witherell                                                        | 2001      | 978-1-883011-95-6 |
| 125 | Dashiell Hammett           | Crime Stories and Other Writings | Steven Marcus                                                                   | 2001      | 978-1-931082-00-6 |
| 126 | Dawn Powell                | Novels 1930–1942 | Tim Page                                                                        | 2001      | 978-1-931082-01-3 |
| 127 | Dawn Powell                | Novels 1944–1962 | Tim Page                                                                        | 2001      | 978-1-931082-02-0 |
| 128 | Carson McCullers           | Complete Novels | Carlos Dews                                                                     | 2001      | 978-1-931082-03-7 |
| 129 | Alexander Hamilton         | Writings | Joanne B. Freeman                                                               | 2001      | 978-1-931082-04-4 |
| 130 | Mark Twain                 | The Gilded Age and Later Novels | Hamlin L. Hill                                                                  | 2002      | 978-1-931082-10-5 |
| 131 | Charles W. Chesnutt        | Stories, Novels, and Essays | Werner Sollors                                                                  | 2002      | 978-1-931082-06-8 |
| 132 | John Steinbeck             | Novels 1942–1952 | Robert DeMott                                                                   | 2002      | 978-1-931082-07-5 |
| 133 | Sinclair Lewis             | Arrowsmith, Elmer Gantry, Dodsworth | Richard Lingeman                                                                | 2002      | 978-1-931082-08-2 |
| 134 | Paul Bowles                | The Sheltering Sky, Let It Come Down, The Spider's House                                                                                             | Daniel Halpern                                                                  | 2002      | 978-1-931082-19-8 |
| 135 | Paul Bowles                | Complete Stories & Later Writings | Daniel Halpern                                                                  | 2002      | 978-1-931082-20-4 |
| 136 | Kate Chopin                | Complete Novels & Stories | Sandra M. Gilbert                                                               | 2002      | 978-1-931082-21-1 |
| 137 | various                    | Reporting Civil Rights: American Journalism 1941–1963                                                                                                | Advisory board: Clayborne Carson, David J. Garrow, Bill Kovach, Carol Polsgrove | 2003      | 978-1-931082-28-0 |
| 138 | various                    | Reporting Civil Rights: American Journalism 1963–1973                                                                                                | Advisory board: Clayborne Carson, David J. Garrow, Bill Kovach, Carol Polsgrove | 2003      | 978-1-931082-29-7 |
| 139 | Henry James                | Novels 1896–1899 | Myra Jehlen                                                                     | 2003      | 978-1-931082-30-3 |
| 140 | Theodore Dreiser           | An American Tragedy | Thomas P. Riggio                                                                | 2003      | 978-1-931082-31-0 |
| 141 | Saul Bellow                | Novels 1944–1953 | James Wood                                                                      | 2003      | 978-1-931082-38-9 |
| 142 | John Dos Passos            | Novels 1920–1925 | Townsend Ludington                                                              | 2003      | 978-1-931082-39-6 |
| 143 | John Dos Passos            | Travel Books and Other Writings | Townsend Ludington                                                              | 2003      | 978-1-931082-40-2 |
| 144 | Ezra Pound                 | Poems and Translations | Richard Sieburth                                                                | 2003      | 978-1-931082-41-9 |
| 145 | James Weldon Johnson       | Writings | William L. Andrews                                                              | 2004      | 978-1-931082-52-5 |
| 146 | Washington Irving          | Three Western Narratives | James P. Ronda                                                                  | 2004      | 978-1-931082-53-2 |
| 147 | Alexis de Tocqueville      | Democracy in America | Olivier Zunz                                                                    | 2004      | 978-1-931082-54-9 |
| 148 | James T. Farrell           | Studs Lonigan: A Trilogy | Pete Hamill                                                                     | 2004      | 978-1-931082-55-6 |
| 149 | Isaac Bashevis Singer      | Stories Vol. 1 | Ilan Stavans                                                                    | 2004      | 978-1-931082-61-7 |
| 150 | Isaac Bashevis Singer      | Stories Vol. 2 | Ilan Stavans                                                                    | 2004      | 978-1-931082-62-4 |
| 151 | Isaac Bashevis Singer      | Stories Vol. 3 | Ilan Stavans                                                                    | 2004      | 978-1-931082-63-1 |
| 152 | George Kaufman & Co.       | Broadway Comedies | Laurence Maslon                                                                 | 2004      | 978-1-931082-67-9 |
| 153 | Theodore Roosevelt         | The Rough Riders and an Autobiography | Louis Auchincloss                                                               | 2004      | 978-1-931082-65-5 |
| 154 | Theodore Roosevelt         | Letters and Speeches | Louis Auchincloss                                                               | 2004      | 978-1-931082-66-2 |
| 155 | H. P. Lovecraft            | Tales | Peter Straub                                                                    | 2005      | 978-1-931082-72-3 |
| 156 | Louisa May Alcott          | Little Women, Little Men, Jo's Boys | Elaine Showalter                                                                | 2005      | 978-1-931082-73-0 |
| 157 | Philip Roth                | Novels and Stories 1959–1962: Goodbye, Columbus & Five Short Stories/Letting Go                                                                      | Ross Miller                                                                     | 2005      | 978-1-931082-79-2 |
| 158 | Philip Roth                | Novels 1967–1972: When She Was Good/Portnoy's Complaint/Our Gang/The Breast                                                                          | Ross Miller                                                                     | 2005      | 978-1-931082-80-8 |
| 159 | James Agee                 | Let Us Now Praise Famous Men, A Death in the Family, Shorter Fiction                                                                                 | Michael Sragow                                                                  | 2005      | 978-1-931082-81-5 |
| 160 | James Agee                 | Film Writing and Selected Journalism | Michael Sragow                                                                  | 2005      | 978-1-931082-82-2 |
| 161 | Richard Henry Dana, Jr.    | Two Years Before the Mast & Other Voyages | Thomas Philbrick                                                                | 2005      | 978-1-931082-83-9 |
| 162 | Henry James                | Novels 1901–1902 | Leo Bersani                                                                     | 2006      | 978-1-931082-88-4 |
| 163 | Arthur Miller              | Collected Plays 1944–1961 | Tony Kushner                                                                    | 2006      | 978-1-931082-91-4 |
| 164 | William Faulkner           | Novels 1926–1929: Soldiers' Pay/Mosquitoes/Flags in the Dust/The Sound and the Fury                                                                  | Joseph Blotner & Noel Polk                                                      | 2006      | 978-1-931082-89-1 |
| 165 | Philip Roth                | Novels 1973–1977: The Great American Novel/My Life as a Man/The Professor of Desire                                                                  | Ross Miller                                                                     | 2006      | 978-1-931082-96-9 |
| 166 | various                    | American Speeches: Revolution to Civil War | Ted Widmer                                                                      | 2006      | 978-1-931082-97-6 |
| 167 | various                    | American Speeches: Lincoln to Clinton | Ted Widmer                                                                      | 2006      | 978-1-931082-98-3 |
| 168 | Hart Crane                 | Complete Poems and Selected Letters | Langdon Hammer                                                                  | 2006      | 978-1-931082-99-0 |
| 169 | Saul Bellow                | Bellow: Novels 1956–1964 | James Wood                                                                      | 2007      | 978-1-59853-002-5 |
| 170 | John Steinbeck             | Travels With Charlie and later novels, 1947–1962 | Robert DeMott & Brian Railsback                                                 | 2007      | 978-1-59853-004-9 |
| 171 | Captain John Smith         | Writings, with Other Narratives of Roanoke, Jamestown, and the English Settlement of America                                                         | James Horn                                                                      | 2007      | 978-1-59853-001-8 |
| 172 | Thornton Wilder            | Collected Plays and Writings on Theater | J. D. McClatchy                                                                 | 2007      | 978-1-59853-003-2 |
| 173 | Philip K. Dick             | Four Novels of the 1960s: The Man in the High Castle/The Three Stigmata of Palmer Eldritch/Do Androids Dream of Electric Sheep?/Ubik                 | Jonathan Lethem                                                                 | 2007      | 978-1-59853-009-4 |
| 174 | Jack Kerouac               | Road Novels: 1957–1960 | Douglas Brinkley                                                                | 2007      | 978-1-59853-012-4 |
| 175 | Philip Roth                | Zuckerman Bound: A Trilogy and Epilogue; Novels 1979–1985: The Ghost Writer/Zuckerman Unbound/The Anatomy Lesson/The Prague Orgy                     | Ross Miller                                                                     | 2007      | 978-1-59853-011-7 |
| 176 | Edmund Wilson              | Literary Essays and Reviews of the 1920s & 30s: The Shores of Light / Axel's Castle / Uncollected Reviews                                            | Lewis M. Dabney                                                                 | 2007      | 978-1-59853-013-1 |
| 177 | Edmund Wilson              | Literary Essays and Reviews of the 1930s & 40s: The Triple Thinkers, The Wound and the Bow, Classics and Commercials, Uncollected Reviews            | Lewis M. Dabney                                                                 | 2007      | 978-1-59853-014-8 |
| 178 | various                    | American Poetry: The Seventeenth and Eighteenth Centuries                                                                                            | David S. Shields                                                                | 2007      | 978-1-931082-90-7 |
| 179 | William Maxwell            | Early Novels and Stories: Bright Center of Heaven / They Came Like Swallows / The Folded Leaf / Time Will Darken It / Stories 1938–1956              | Christopher Carduff                                                             | 2008      | 978-1-59853-026-1 |
| 180 | Elizabeth Bishop           | Poems, Prose and Letters | Robert Giroux & Lloyd Schwartz                                                  | 2008      | 978-1-59853-017-9 |
| 181 | A.J. Liebling              | World War II Writings: The Road Back to Paris /Mollie and Other War Pieces / Uncollected War Journalism / Normandy Revisited                         | Pete Hamill                                                                     | 2008      | 978-1-59853-040-7 |
| 182 | various                    | American Earth: Environmental Writing Since Thoreau                                                                                                  | Bill McKibben (foreword by Al Gore)                                             | 2008      | 978-1-59853-020-9 |
| 183 | Philip K. Dick             | Five Novels of the 1960s and 70s: Martian Time-Slip / Dr. Bloodmoney / Now Wait for Last Year / Flow My Tears, the Policeman Said / A Scanner Darkly | Jonathan Lethem                                                                 | 2008      | 978-1-59853-025-4 |
| 184 | William Maxwell            | Later Novels and Stories: The Château / So Long, See You Tomorrow / Stories and Improvisations 1957–1999                                             | Christopher Carduff                                                             | 2008      | 978-1-59853-026-1 |
| 185 | Philip Roth                | Novels and Other Narratives 1986 - 1991: The Counterlife / The Facts / Deception / Patrimony                                                         | Ross Miller                                                                     | 2008      | 978-1-59853-030-8 |
| 186 | Katherine Anne Porter      | Collected Stories and Other Writings | Darlene Harbour Unrue                                                           | 2008      | 978-1-59853-029-2 |
| 187 | John Ashbery               | Collected Poems 1956–1987 | Mark Ford                                                                       | 2008      | 978-1-59853-028-5 |
| 188 | John Cheever               | Collected Stories and Other Writings | Blake Bailey                                                                    | 2009      | 978-1-59853-034-6 |
| 189 | John Cheever               | Complete Novels | Blake Bailey                                                                    | 2009      | 978-1-59853-035-3 |
| 190 | Lafcadio Hearn             | American Writings: Some Chinese Ghosts / Chita / Two Years in the French West Indies / Youma / Selected Journalism and Letters                       | Christopher Benfey                                                              | 2009      | 978-1-59853-039-1 |
| 191 | A.J. Liebling              | The Sweet Science and Other Writings | Pete Hamill                                                                     | 2009      | 978-1-59853-040-7 |
| 192 | various                    | The Lincoln Anthology: Great Writers on His Life and Legacy from 1860 to Now                                                                         | Harold Holzer                                                                   | 2009      | 978-1-59853-033-9 |
| 193 | Philip K. Dick             | VALIS and Later Novels | Jonathan Lethem                                                                 | 2009      | 978-1-59853-044-5 |
| 194 | Thornton Wilder            | The Bridge of San Luis Rey and Other Novels | J.D. McClatchy                                                                  | 2009      | 978-1-59853-045-2 |
| 195 | Raymond Carver             | Collected Stories | William L. Stull & Maureen P. Carroll                                           | 2009      | 978-1-59853-046-9 |
| 196 | various                    | American Fantastic Tales: Terror and the Uncanny from Poe to the Pulps                                                                               | Peter Straub                                                                    | 2009      | 978-1-59853-047-6 |
| 197 | various                    | American Fantastic Tales: 1940s to Now | Peter Straub                                                                    | 2009      | 978-1-59853-048-3 |
| 198 | John Marshall              | Writings | Charles F. Hobson                                                               | 2010      | 978-1-59853-064-3 |
| 199 | various                    | The Mark Twain Anthology: Great Writers on His Life and Works                                                                                        | Shelley Fisher Fishkin                                                          | 2010      | 978-1-59853-065-0 |
| 200 | Mark Twain                 | A Tramp Abroad, Following the Equator, Other Travels                                                                                                 | Roy Blount, Jr.                                                                 | 2010      | 978-1-59853-066-7 |
| 201 | Ralph Waldo Emerson        | Selected Journals 1820–1842 | Lawrence Rosenwald                                                              | 2010      | 978-1-59853-067-4 |
| 202 | Ralph Waldo Emerson        | Selected Journals 1841–1877 | Lawrence Rosenwald                                                              | 2010      | 978-1-59853-068-1 |
| 203 | various                    | The American Stage: Writing on Theater from Washington Irving to Tony Kushner                                                                        | Laurence Senelick                                                               | 2010      | 978-1-59853-069-8 |
| 204 | Philip Roth                | Novels 1993-1995: Operation Shylock / Sabbath's Theater                                                                                              | Ross Miller                                                                     | 2010      | 978-1-59853-078-0 |
| 205 | Shirley Jackson            | Novels and Stories | Joyce Carol Oates                                                               | 2010      | 978-1-59853-072-8 |
| 206 | Henry Louis Mencken        | Prejudices: First, Second, and Third Series | Marion Elizabeth Rodgers                                                        | 2010      | 978-1-59853-076-6 |
| 207 | Henry Louis Mencken        | Prejudices: Fourth, Fifth, and Sixth Series | Marion Elizabeth Rodgers                                                        | 2010      | 978-1-59853-076-6 |
| 208 | John Kenneth Galbraith     | The Affluent Society and Other Writings 1952–1967 | James K. Galbraith                                                              | 2010      | 978-1-59853-077-3 |
| 209 | Saul Bellow                | Novels 1970-1982: Mr. Sammler's Planet / Humboldt's Gift / The Dean's December                                                                       | James Wood                                                                      | 2010      | 978-1-59853-079-7 |
| 210 | Lynd Ward                  | Gods' Man, Madman's Drum, Wild Pilgrimage | Art Spiegelman                                                                  | 2010      | 978-1-59853-082-7 |
| 211 | Lynd Ward                  | Prelude to a Million Years, Song Without Words, Vertigo                                                                                              | Art Spiegelman                                                                  | 2010      | 978-1-59853-082-7 |
| 212 | various                    | The Civil War: The First Year Told by Those Who Lived It                                                                                             | Brooks D. Simpson                                                               | 2011      | 978-1-59853-088-9 |
| 213 | John Adams                 | Revolutionary Writings 1755-1775 | Gordon S. Wood                                                                  | 2011      | 978-1-59853-089-6 |
| 214 | John Adams                 | Revolutionary Writings 1775-1783 | Gordon S. Wood                                                                  | 2011      | 978-1-59853-090-2 |
| 215 | Henry James                | Novels 1903-1911 | Ross Posnock                                                                    | 2011      | 978-1-59853-091-9 |
| 216 | Kurt Vonnegut              | Novels and Stories 1963–1973 | Sidney Offit                                                                    | 2011      | 978-1-59853-098-8 |
| 217 | various                    | Harlem Renaissance Novels: Five Novels of the 1920s                                                                                                  | Rafia Zafar                                                                     | 2011      | 978-1-59853-099-5 |
| 218 | various                    | Harlem Renaissance Novels: Five Novels of the 1930s                                                                                                  | Rafia Zafar                                                                     | 2011      | 978-1-59853-101-5 |
| 219 | Ambrose Bierce             | The Devil's Dictionary, Tales, & Memoirs | S.T. Joshi                                                                      | 2011      | 978-1-59853-102-2 |
| 220 | Philip Roth                | The American Trilogy 1997–2000 | Ross Miller                                                                     | 2011      | 978-1-59853-103-9 |
| 221 | various                    | The Civil War: The Second Year Told by Those Who Lived It                                                                                            | Stephen W. Sears                                                                | 2012      | 978-1-59853-144-2 |
| 222 | Barbara Tuchman            | The Guns of August, The Proud Tower | Margaret MacMillan                                                              | 2012      | 978-1-59853-145-9 |
| 223 | Arthur Miller              | Collected Plays 1964–1982 | Tony Kushner                                                                    | 2012      | 978-1-59853-147-3 |
| 224 | Thornton Wilder            | The Eighth Day, Theophilus North, & Autobiographical Writings                                                                                        | J.D. McClatchy                                                                  | 2012      | 978-1-59853-146-6 |
| 225 | David Goodis               | Five Noir Novels of the 1940s and 50s | Robert Polito                                                                   | 2012      | 978-1-59853-148-0 |
| 226 | Kurt Vonnegut              | Novels & Stories 1950–1962 | Sidney Offit                                                                    | 2012      | 978-1-59853-150-3 |
| 227 | various                    | American Science Fiction: Nine Classic Novels of the 1950s Volume 1: 1953–1956                                                                       | Gary K. Wolfe                                                                   | 2012      |                   |
| 228 | various                    | American Science Fiction: Nine Classic Novels of the 1950s Volume 2: 1956–1958                                                                       | Gary K. Wolfe                                                                   | 2012      |                   |
| 229 | Laura Ingalls Wilder       | The Little House Books Volume 1 | Caroline Fraser                                                                 | 2012      |                   |
| 230 | Laura Ingalls Wilder       | The Little House Books Volume 2 | Caroline Fraser                                                                 | 2012      |                   |
| 231 | Jack Kerouac               | Collected Poems | Marilène Phipps-Kettlewell                                                      | 2012      |                   |
| 232 | various                    | The War of 1812: Writings from America’s Second War of Independence                                                                                  | Donald R. Hickey                                                                | 2012      |                   |
| 233 | various                    | American Antislavery Writings: Colonial Beginnings to Emancipation                                                                                   | James G. Basker                                                                 | 2012      |                   |

### Antologías especiales
- Writing New York (Philip Lopate, ed. 1998) ISBN 978-1-883011-62-8
- American Sea Writing (Peter Neill, ed. 2000) ISBN 978-1-883011-83-3
- Baseball (Nicholas Dawidoff, ed. 2002) ISBN 978-1-931082-09-9
- Writing Los Angeles (David L. Ulin, ed. 2002) ISBN 978-1-931082-27-3
- Americans in Paris (Adam Gopnik, ed. 2004) ISBN 1-931082-56-1
- American Writers at Home (J.D. McClatchy, author, Erica Lennar, photographer 2004) ISBN 978-1-931082-75-4
- American Movie Critics (Phillip Lopate, ed. 2006) ISBN 978-1-931082-92-1
- American Religious Poems (Harold Bloom and Jesse Zuba, eds., 2006) ISBN 978-1-931082-74-7
- American Food Writing (Molly O'Neill, ed., 2007) ISBN 978-1-59853-005-6; (paperback, 2009) ISBN 1-59853-041-0
- True Crime: An American Anthology (Harold Schechter, ed., 2008) ISBN 978-1-59853-031-5
- Becoming Americans: Four Centuries of Immigrant Writing (Ilan Stavans, ed., 2009) ISBN 978-1-59853-051-3
- At the Fights: American Writers on Boxing (George Kimball and John Schulian, eds., 2011) ISBN 978-1-59853-092-6
- Into the Blue: American Writers on Aviation and Spaceflight
- The 50 Funniest American Writers* (*according to Andy Borowitz): A Humor Anthology from Mark Twain to The Onion

### Proyecto Poetas Americanos
- James Agee: Selected Poems (Andrew Hudgins, editor 2008) ISBN 978-1-59853-032-2
- American Sonnets (David Bromwich, editor 2007) ISBN 978-1-59853-015-5
- American Wits: An Anthology of Light Verse (John Hollander, editor 2003) ISBN 978-1-931082-49-5
- A. R. Ammons: Selected Poems (David Lehman, editor 2006) ISBN 978-1-931082-93-8
- John Berryman: Selected Poems (Kevin Young, editor 2004) ISBN 978-1-931082-69-3
- The Essential Gwendolyn Brooks (Elizabeth Alexander, editor 2005) ISBN 978-1-931082-87-7
- Stephen Crane: Complete Poems (Christopher Benfey, editor 2011) ISBN 978-1-59853-093-3
- Kenneth Fearing: Selected Poems (Robert Polito, editor 2004) ISBN 978-1-931082-57-0
- Stephen Foster & Co.: Lyrics of America's First Great Popular Songs (Ken Emerson, editor 2010) ISBN 978-1-59853-070-4
- Ira Gershwin: Selected Lyrics (Robert Kimball, editor 2009) ISBN 978-1-59853-052-0
- Kenneth Koch: Selected Poems (Ron Padgett, editor 2007) ISBN 978-1-59853-006-3
- Emma Lazarus: Selected Poems (John Hollander, editor 2005) ISBN 978-1-931082-77-8
- Amy Lowell: Selected Poems (Honor Moore, editor 2004) ISBN 978-1-931082-70-9
- Samuel Menashe: New and Selected Poems (Christopher Ricks, editor 2005) ISBN 978-1-931082-85-3
- Edna St. Vincent Millay: Selected Poems (J.D. McClatchy, editor 2003) ISBN 978-1-931082-35-8
- Edgar Allan Poe: Poems and Poetics (Richard Wilbur, editor 2003) ISBN 978-1-931082-51-8
- Poems from the Women's Movement (Honor Moore, editor 2009) ISBN 978-1-59853-042-1
- Poets of the Civil War (J.D. McClatchy, editor 2005) ISBN 978-1-931082-76-1
- Poets of World War II (Harvey Shapiro, editor 2003) ISBN 978-1-931082-33-4
- Cole Porter: Selected Lyrics (Robert Kimball, editor 2006) ISBN 978-1-931082-94-5
- Theodore Roethke: Selected Poems (Edward Hirsch, editor 2005) ISBN 978-1-931082-78-5
- Muriel Rukeyser: Selected Poems (Adrienne Rich, editor 2004) ISBN 978-1-931082-58-7
- Carl Sandburg: Selected Poems (Paul Berman, editor 2007) ISBN 978-1-59853-100-8
- Anne Stevenson: Selected Poems (Andrew Motion, editor 2007) ISBN 978-1-59853-018-6
- Karl Shapiro: Selected Poems (John Updike, editor 2003) ISBN 978-1-931082-34-1
- Edith Wharton: Selected Poems (Louis Auchincloss, editor 2005) ISBN 978-1-931082-86-0
- Walt Whitman: Selected Poems (Harold Bloom, editor 2003) ISBN 978-1-931082-32-7
- John Greenleaf Whittier: Selected Poems (Brenda Wineapple, editor 2004) ISBN 978-1-931082-59-4
- William Carlos Williams: Selected Poems (Robert Pinsky, editor 2004) ISBN 978-1-931082-71-6
- Yvor Winters: Selected Poems (Thom Gunn, editor 2003) ISBN 978-1-931082-50-1
- Louis Zukofsky: Selected Poems (Charles Bernstein, editor 2006) ISBN 978-1-931082-95-2

### Publicaciones especiales
- Isaac Bashevis Singer: An Album (Ilan Stavans, editor, 2004) ISBN 1-931082-62-2
- Manny Farber, Farber on Film: The Complete Film Writings of Manny Farber (Robert Polito, editor, 2009) ISBN 978-1-59853-050-6
- John Updike, Hub Fans Bid Kid Adieu: John Updike on Ted Williams (2010) ISBN 978-1-59853-071-1
- Joe Brainard, The Collected Writings of Joe Brainard (Ron Padgett, ed., 2012) ISBN 978-1-59853-149-7